# ユザワヤ
ユザワヤ商事株式会社（ユザワヤしょうじ、英称：Yuzawaya Co.,Ltd.）は、日本の手芸・工芸ホビー材料・雑貨を扱うチェーン『ユザワヤ』を運営する企業。関東地方を中心に店舗を展開している。

## 概要
1955年（昭和30年）10月、東京・蒲田にて湯沢屋毛糸店として創業、屋号は創業者・畑中利元の妻の旧姓に由来する。毛糸・布地など服飾材料の格安販売に端を発し、後に手芸関連として工芸・園芸・文具・模型等のホビー材料などに布地関連として紳士服地や紳士・婦人服のイージーオーダーなどに販路が広がった。キャッチフレーズは、世界のホビーハウス。
1963年（昭和38年）11月に商号を株式会社ユザワヤに変更。2008年（平成20年）3月にグループの関連7社を吸収合併し、ユザワヤ商事株式会社となった。
関東地方のターミナル駅前に集中的に出店しており、赤・黒・ベージュ・白を効果的に使った看板により知名度がある。以前は独立ビル形の店舗が多かったが、2000年代以降はフロア貸し切りによるテナント形態での出店、また商品数をおよそ10万品目に絞り込んだ「Meister by Yuzawaya（マイスター・バイ・ユザワヤ）」と呼ばれる小型店の出店を加速していたが、2012年秋に店舗名が「ユザワヤ」に統一された。また店舗のほか、通信販売やカルチャースクール「ユザワヤ芸術学院」も展開している。友の会カード（年会費500円）があり、購入金額に応じて割引がある。
西蒲田の本社のほか、栃木県栃木市に通販事業部、物流センターがある。
また、一般公募による創作作品展として「ユザワヤ創作大賞展」を毎年開催している他、コミックマーケットや日本ホビーショー等の大型イベントにも出展を行っている。

## 創業者・畑中利元
創業者とその歩み、ユザワヤの理念とも関係する時計について解説する。
ユザワヤの創業者、畑中 利元（はたなかとしもと）は、1930年（昭和5年）5月、愛知県蒲郡市に生まれた。旧制中学校を卒業後に上京、日本橋の呉服店に就職。しかし廃業により職を転々とする。そして25歳で、蒲田に湯沢屋毛糸店を創業。8年後には株式会社ユザワヤを設立、同時に代表取締役社長就任。その後、東京都を中心に関東をはじめとする日本各地に次々と店舗を展開し、ユザワヤを一大企業に押し上げた。2009年（平成21年）より代表取締役会長を務める。
テレビ出演
- 日経スペシャル カンブリア宮殿 世界で一つだけ・・・ 世界最大のホビーハウスの挑戦（2010年2月8日、テレビ東京）- 畑中が出演[2]。
- がっちりマンデー!!（2010年6月20日、TBS）
- 戦士の逸品（2012年2月25日、テレビ東京）

ひつじ時計

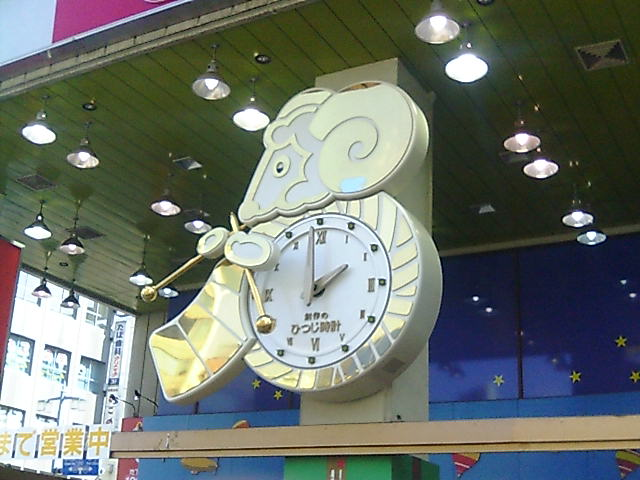
創作のひつじ時計（写真は旧・浦和店（2010年8月31日閉店）のもの）

創業者の畑中利元は「優しさとあたたかい心をつたえる手づくりの楽しさ」をテーマに、オリジナルの時計を創作することを企画。創業時の毛糸店にちなんで、羊が編み針を持ち編み物をしている姿をデザインした「（創作の）ひつじ時計」が誕生し、一部店舗に設置され、毎時0分の時報とともに演奏されるメロディが、来店客を楽しませていた。この時計から流れるメロディのテーマは「創造の歓びと、その愛」を賛歌したもので、小林亜星の作曲によるものである。2017年までは蒲田店、津田沼店、神戸店の3店舗で稼働していたが（2010年までは、吉祥寺と浦和（右の写真）、どちらも同年閉店で撤去）、蒲田店のものは故障、津田沼店のものは改築工事で撤去、神戸店のものが唯一の稼働物件だったが、年末に廃止したため、現在この時計の稼働物件は存在しない。

## 店舗

### 現在の店舗
出店店舗の詳細情報は公式サイト「店舗情報」を参照。
関東地方（茨城県、群馬県を除く）を中心に、北海道、宮城県、山梨県、静岡県、愛知県、三重県、京都府、大阪府、兵庫県、奈良県、広島県、福岡県、熊本県の18都道府県に出店（2022年5月時点）。実店舗の数は、全国で70店舗（2017年7月末時点）。そのほか「ユザワヤ公式ネットショップ」も運営している。
このうち蒲田店が事実上の本店である。

### かつて存在した店舗
- 旧・立川店（東京都立川市） - 立川駅南口（現在の城南予備校立川校の敷地）に立地していたが、旧吉祥寺店へ移転する形で1996年に閉店。のちにビックカメラ立川店7・8F（旧伊勢丹立川店跡）に出店したが、2019年11月に髙島屋立川店7Fに移転・再出店。
- 南千住店（東京都荒川区、LaLaテラス南千住2F） - 2010年1月31日閉店。
- 旧・吉祥寺店（東京都武蔵野市）- 1996年5月1日に吉祥寺駅南口の旧ターミナルエコー跡に開店。総売場面積9,780m2と、ユザワヤ最大規模の店舗であったが、入居先の京王吉祥寺駅ビルの改築工事に伴い、2010年2月28日に閉店。同年4月2日より丸井吉祥寺店7・8階に移転[4]。2014年4月23日、キラリナ京王吉祥寺の完成オープン時に同館8・9階に再移転・再出店した。
- 旧・浦和店（埼玉県さいたま市浦和区） - 1989年10月に浦和区高砂の浦和中央ビル（旧:ヴェルデ浦和）内に開店。1995年に西側の駒崎ビルに「浦和店2号館」を出店（2002年頃撤退し、別店舗となっている）、1997年に浦和中央ビル増築により玩具を扱うなど売場面積を更に拡張した。2010年8月31日に家主の銀二土地との賃借契約満了を理由に閉店したが、同年10月8日より浦和パルコに移転開業している。なお同じビル内には映画館「浦和ヴェルデ東宝」（2007年7月13日閉館）があった。
- 旧・所沢店（埼玉県所沢市） - ダイエー所沢店→イオン所沢店に入居していたが、2019年9月にイオンが閉店。同年11月に西武所沢S.C.に移転した。
- 旧・宇都宮店（初代）（栃木県宇都宮市） - MEGAドン・キホーテ ラパーク宇都宮店3Fで営業していたが、2011年2月17日に宇都宮パルコ7Fに移転開業。
- 旧・宇都宮店（2代）（栃木県宇都宮市） - 前述のとおりで宇都宮パルコ7F営業していたが、宇都宮パルコの閉店（2019年5月31日）とともに閉店[5]。約2年の空白を経て、2021年2月25日に東武宇都宮百貨店宇都宮本店（5F）へ再出店[5]。
- 旧・町田店（東京都町田市） - MEGAドン・キホーテ町田店B館5Fで営業していたが、2011年1月20日の同店閉店に伴い、同年3月4日にミーナ町田に移転開業。
- 旧・柏店（初代）（千葉県柏市） - ドン・キホーテ柏駅前店4Fで営業していたが、2011年5月13日に丸井柏店マルイ館2Fに移転開業。
- 旧・柏店（2代目）（千葉県柏市） - 前述のとおり丸井柏店マルイ館2Fで営業していたが、2016年4月10日に丸井が同年秋にモディにリニューアルすることに伴い、同年4月15日に柏髙島屋ステーションモールS館8F（旧・WING BOOK CENTER跡地）に移転開業。
- 旧・上大岡店（神奈川県横浜市港南区、現・富士ショッピングセンター） - 以前は3F・4Fに出店していたが、1F・2Fに入居していた長崎屋の閉店に伴い2011年5月11日に一旦閉店。その後同年10月28日に3Fに再出店した。
- 旧・大和店（神奈川県大和市） - 1994年4月に大和スカイビル（旧・大和東急ストア跡）の全フロアにオープンしたが、2011年12月31日をもって一旦閉店し、2012年1月6日に4Fのみの1フロア店舗にリニューアル。
- なんば店（大阪市中央区千日前、エスカールなんばビル7F） - 心斎橋に移転のため2012年1月15日閉店。
- マイスター・バイ・ユザワヤ渋谷店（東京都渋谷区、渋谷BEAM内） - 2012年6月24日閉店。
- 金沢店（石川県金沢市） - 2013年9月30日閉店。
- 高松店（香川県高松市） - 2014年10月23日閉店。
- マイスター・バイ・ユザワヤ川崎店（神奈川県川崎市川崎区） - さいか屋7階に存在したが、さいか屋川崎（初代）閉店に従い2015年5月31日閉店。
- 大丸心斎橋店（大阪市中央区心斎橋筋、大丸心斎橋店北館12F） - なんばCITYに移転のため2015年9月23日閉店。
- 丸井大宮店（埼玉県さいたま市大宮区、丸井大宮店7F） - 2016年3月31日閉店。
- 旭川店（北海道旭川市、Feeeal旭川3F） - 2016年6月15日閉店。
- 丸井静岡店（静岡県静岡市葵区、丸井静岡店A館8F） - 2016年8月21日閉店。
- 新宿タカシマヤタイムズスクエア店（東京都渋谷区千駄ヶ谷、タカシマヤタイムズスクエア11F） - 下北沢に移転のため2016年11月6日閉店。
- 千葉パルコ店（千葉県千葉市中央区、千葉パルコ6F） - 2016年11月30日閉店。
- ノースポート・モールセンター北店（神奈川県横浜市都筑区） - ショッピングタウンあいたいに移転のため2017年3月20日閉店。
- 八千代台アピア店（千葉県八千代市、八千代台アピア4F） - 2017年7月30日閉店。
- ピアザ松戸店（千葉県松戸市、ピアザ松戸4F） - イトーヨーカドー松戸店に移転のため2020年5月31日閉店。
- さいか屋横須賀店（神奈川県横須賀市、さいか屋横須賀店新館5F） - 横須賀モアーズシティに移転のため2020年12月20日閉店。
- 下北沢店（東京都世田谷区） - 京王新宿店に移転のため2021年9月5日閉店。
- ウィング川崎店（神奈川県川崎市川崎区） - アトレ川崎に移転のため2022年3月21日閉店。
- 札幌IKEUCHI ZONE店（北海道札幌市中央区、IKEUCHI ZONE6F） - 2022年5月29日閉店。
- 仙台駅前イービーンズ店（宮城県仙台市青葉区、仙台イービーンズ3F） - 2022年7月18日閉店。
- 千里中央オトカリテ店（大阪府豊中市、オトカリテ3F） - 2023年4月30日閉店。
- 静岡東急スクエア店（静岡県静岡市葵区、静岡東急スクエア5F） - 松坂屋静岡店に移転のため2023年7月17日閉店。
- 明石ビブレ店（兵庫県明石市、明石ビブレ3F） - 2024年2月25日閉店。

## その他
- ユザワヤではかつて、マスコットキャラクターとして金色のクマ「ゆう太」を製作し、各店で使用されたが、その後吉祥寺店屋上にあった[6]1体だけとなった[7]のち、旧吉祥寺店の閉店後は完全に役目を終えた。そもそも、どのようにして誕生したかは未だ不明である。
- かつて、テレビ東京で放送されたミニ番組『世界にひとつだけ～趣味な時間～』の番組提供をしていたことがある。